# Flávio Canto
Flávio Canto (né le 16 avril 1975 à Oxford) est un judoka brésilien. Il participe aux Jeux olympiques d'été de 1996 et aux Jeux olympiques d'été de 2004. En 2004, il combat dans la catégorie des poids mi-moyens et remporte la médaille de bronze de la compétition. Il monte également sur plusieurs podiums lors des jeux panaméricains.

## Palmarès

### Jeux olympiques
- Jeux olympiques de 2004 à Athènes,  Grèce
  -  Médaille de bronze.